# Grand Bourg
Grand Bourg è un comune dell'Argentina, situato nella provincia di Buenos Aires.